# Шоу-Лао
Шоу-Лао (англ. Shou-Lao), также известный как Шао-Лао (англ. Shao-Lao) — вымышленный персонаж, появляющийся в комиксах издательства Marvel Comics.

## История публикации
Шоу-Лао впервые появился в Marvel Premiere #16 и был создан Леном Уэйном, Ройем Томасом, и Ларри Хамом.

## Вымышленная биография персонажа
Шоу-Лао-это бессмертный китайский дракон, который стал источником власти в К'унь-Луне. Во время спектакля всадников дракона К'унь-Луня для развлечения своего Ю-Ти, Шоу-Лао взбесился и напал на город лидеров. Он был убит Куаном-Стом вместе с тем, кто вырезал его сердце. Разгневанный этим, Ю-Ти изгнал Кван-Ста из города и возродил Шоу-Лао путем плавления его сердца и поместив его в священной пещере. После этого инцидента, те кто стали "Железным Кулаком" должны были выполнить итоговый тест, победив Шоу-Лао, чтобы поглотить часть его энергии. Это было сделано более 66 раз.
Когда Дэнни Рэнд стал следующим Железным Кулаком, он победил Шоу-Лао, сжигая в форме дракона татуировку у себя на груди. После победы над Шоу-Лао, Дэнни Рэнд погрузил руки в жаровню, содержащую бессмертное сердце Шоу-Лао, и он поручил ему силу Железного кулака.
Во время Avengers vs. X-Men, где Люди Икс сражались с Мстителями в K'унь-Луне, когда Хоуп Саммерс и Лэй-Гун ехали на спине Шоу-Лао, он взорвал Силу Феникса Циклопа. К сожалению, Шоу-Лао был слишком молод, чтобы устроить драку и его всадники были выбиты. Однако, Хоуп удалось раскрутить сочетание драконовой-энергии, огня, хаоса и магии, чтобы изгнать Циклопа на Луну.

## Силы и способности
У дракона Шоу-Лао способность дышать огнем. Он может также наносить удары на молниеносных скоростях.

## Вне комиксов
- Шоу-Лао появляется в мультсериале Ultimate Spider-Man в эпизоде "Странно" и его озвучивает Марк Хэмилл. Кошмар позволяет Железному Кулаку пережить его ожесточенную борьбу против Шоу-Лао. С помощью Человека-Паука, Железный Кулак разбивает иллюзию Кошмара победив Шоу-Лао.
- Шоу-Лао показан в телесериале Железный кулак. Он кратко появляется в серии "Дракон играет с огнем", во время одного из флэшбэков, объясняя, как главный герой получил свои силы, где видны его светящиеся красные глаза. Финн Джонс, который изображает Железного Кулака в телесериале от Netflix Железный кулак, заявил, что Шоу-Лао будет описано в первом сезоне, после которого персонаж будет более широко изучен в будущих сезонах.[4][5] Кроме того, Финн заявил, что они не показывают Шоу-Лао на экране из-за бюджетных ограничений. По его собственным словам, Финн заявил: "Я хотел бы иметь бюджет на эти концепты как полноценная Игра престолов в стиле дракона. Но, к сожалению, вы знаете, у нас есть бюджетные ограничения. Такова природа шоу".[6]
- Шоу-Лао также будет представлен в мини-кроссовере Защитники.